# Kilombero (Fluss)
Der Kilombero (auch Ulanga genannt) ist ein Fluss in der Verwaltungsregion Morogoro im Süden Tansanias. Er ist der wasserreichste Fluss im Rufiji-Einzugsgebiet.

## Verlauf
Der Fluss hat sein Quellgebiet über seinen wichtigsten Quellfluss, den Ruhudi, in den südlichen Kipengere-Berge etwas südlich von Njombe. Er erreicht die Kilombero- oder Ulanga-Ebene, eine langgestreckte Sumpfebene zwischen den Udzungwa-Bergen und dem Mahenge-Plateau, in der sich der Fluss in viele Seitenarme aufteilt. An dessen südlichem Eingang nimmt er mehrere stark fließende Flüsse auf. Den Namen Kilombero trägt er ab der Mündung des Mnyera. Er fließt in nordöstlicher Richtung durch die Ebene bis zur Stadt Ifakara, wo er die Ebene verlässt und nach Südosten, Richtung Selous-Wildreservat, abknickt. Er vereint sich im Reservat an den Suguli-Fällen mit dem Luwegu. Von da ab heißt das Gewässer Rufiji.

## Hydrometrie
Der Abfluss des Kilombero wurde 13 Jahre lang (1968–1981) am Pegel Swero, etwa 100 km oberhalb der Mündung in m³/s gemessen.

## Ressourcenmanagement
Am Kihansi, einem Nebenfluss des Kilombero, produziert ein Elektrizitätswerk 180 kW. Das Wasser des Kilombero dient extensiv der Bewässerung von Reiskulturen im Kilombero-Tal und zwar so, dass er in seinen unteren Teilen fast ein Drittel des Jahres kein Wasser mehr führt.